# 藤沢祐里
藤沢 祐里（ふじさわ ゆり、1986年11月27日 - ）は、日本の女優。本名、藤澤　祐里（読み同じ）。東京都出身。スタッフラン所属。血液型O型。サイズ、150 cm / B85cm / W61cm / H85cm / S23-23.5 cm

## 略歴・人物
- 幼少期よりクラシックバレエに親しむ。
- 2006年4月、東宝ミュージカルアカデミー第一期に入学。
- 同校卒業公演「レ・ミゼラブル」にてエポニーヌ役を演じる。
- 東宝ミュージカルアカデミー卒業後、同校アドバンスコースに進級。
- 2009年10月『赤毛のアン』（新宿文化センター他）全国アンサンブルでプロデビュー。
- 2011年2月より株式会社スタッフラン所属

## 出演

### 舞台
- 赤毛のアン - 全国アンサンブル 役
- 歓喜の歌（2008年11月、前進座劇場）
- リュ・シウォンコンサート（2008年12月、東京ドーム）
- セレブ気どり（2009年5月、池袋あうるすぽっと）
- 『助かった！』と一息ついて（2010年2月、吉祥寺シアター）
- Sing For the Future Dance For the Future（2010年6月、シアタークリエ）
- ブルースな日々〜あぁガス欠〜（2010年7月、時事通信ホール）
- パック・ザ・リバー（2010年12月、戸田市民文化会館） - ヒロイン：マリリン 役
- 社長、絶体絶命ですっ！ （2011年2月、恵比寿エコー劇場）

（スタッフアップホームページから引用）

### テレビドラマ
- 月曜ゴールデン「緑川警部 VS 殺人トランプ」（2011年9月12日、TBS）